# Congres van de Confederatie

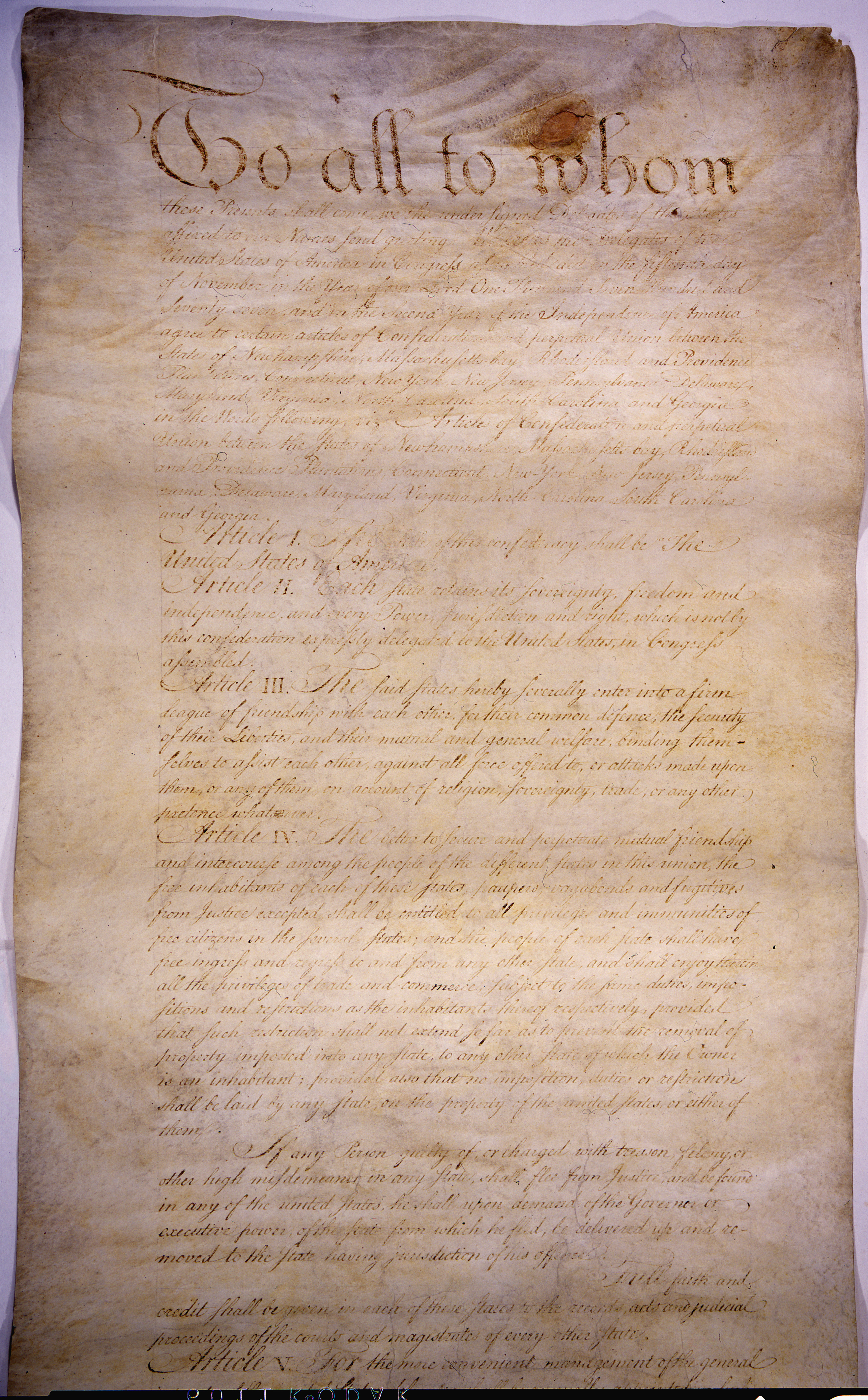
Artikelen van de Confederatie

Het Congres van de Confederatie was van 1 maart 1781 tot 4 maart 1789 de wetgevende en uitvoerende instantie van de Verenigde Staten. Het was samengesteld uit afgevaardigden die door de regeringen van de staten werden aangewezen. Het congres was de opvolger van het Tweede Continentaal Congres. De leden uit dit congres werden na het opheffen daarvan automatisch lid van het Congres van de Confederatie, toen de Artikelen van Confederatie werden geratificeerd. Het Congres van de Confederatie is op zijn beurt opgevolgd door het Amerikaans Congres. Hoewel het congres op een zeker moment 50 leden had, kwam het stemrecht de 13 staten als zodanig toe.
Het Congres van de Confederatie werd geopend in de laatste fases van de Amerikaanse Onafhankelijkheidsoorlog. De gevechten eindigden in oktober met de overgave van de Britten met de Slag bij Yorktown (1781). De Britten bleven echter New York bezetten toen de Amerikaanse gedelegeerden in Parijs, aangewezen door het Congres, onderhandelden over het vredesverdrag. In 1783 werd het Verdrag van Parijs getekend, wat het einde van de oorlog betekende. Het Congres had weinig macht en zonder de dreiging van een oorlog was het moeilijk om genoeg gedelegeerden bij elkaar te krijgen om aan het vereiste quorum te voldoen. Toch was het Congres in staat om belangrijke wetten zoals de Northwest Ordinance door te voeren.
De Annapolis Convention was de eerste poging om de Artikelen van Confederatie te verbeteren. Er waren genoeg problemen, waardoor het Congres in 1787 een conventie organiseerde om aanbevelingen te doen. De Constitutional Convention behandelde een grondwet om de Artikelen te vervangen. Het Congres stemde in met de grondwet en deze werd geratificeerd door genoeg staten waardoor zij operationeel werd in september 1788. Op 12 september 1788 stelde het Congres de datum voor de voorverkiezingen voor het presidentschap vast op 7 januari, de datum voor de presidentsverkiezingen op 4 februari 1789 en de datum waarop de grondwet in werking zou treden op 4 maart 1789.
Het Congres van de Confederatie bleef voor een maand, na het vaststellen van de datums, nog de zaken begeleiden. Op 10 oktober 1788 vormde het Congres voor de laatste keer het benodigde quorum, hierna werd dit niet meer gehaald, hoewel er wel af en toe gedelegeerden aanwezig waren. De laatste vergadering werd gehouden op 2 maart 1789. Enige aanwezige was Philip Pell, een afgevaardigde uit de staat New York.